# Robert T. Frederick
El major general Robert Tryon Frederick (14 de març de 1907 - 29 de novembre de 1970) va ser un oficial superior de l'exèrcit dels Estats Units. Durant la Segona Guerra Mundial, va comandar la 1a Força de Servei Especial, la 1a Força Aerotransportada Aliada i la  45a Divisió d' Infanteria, i va rebre dues vegades la Creu de Servei Distingit.

## Biografia

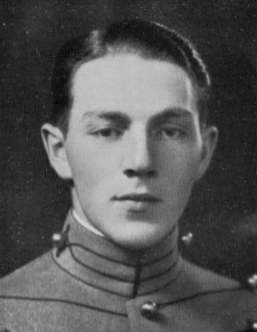
A West Point el 1928

Frederick va néixer el 14 de març de 1907 a San Francisco, Califòrnia. Va assistir a l'Acadèmia Militar de Staunton de 1923 a 1924 i a l'Acadèmia Militar dels Estats Units (USMA) a West Point de 1924 a 1928. Després de graduar-se a West Point, Nova York, va rebre la comissió com a segon tinent al Cos d'Artilleria Costanera. Es va graduar a la Facultat de Comandament i d'Estat Major de l'Exèrcit dels Estats Units a Fort Leavenworth , Kansas el 1939.

### Segona Guerra Mundial
Frederick estava servint com a oficial d'estat major al Departament de Guerra quan els Estats Units van entrar a la Segona Guerra Mundial després que els japonesos ataquessin Pearl Harbor. El 1942 Frederick, llavors tinent coronel, va rebre l'encàrrec d'aixecar una nova força de comando de la mida d'un regiment, formada per canadencs i nord-americans, que es va convertir en la 1a Força de Servei Especial (més tard anomenada "Brigada del Diable" pels alemanys). La unitat, activada el 9 de juliol de 1942, a Fort William Henry Harrison, Montana, va ser originalment destinada a operacions de comandaments a Noruega, i es va entrenar àmpliament a la guerra de muntanya i d'hivern, així com el combat cos a cos i altres habilitats d'infanteria. L'abril de 1943, la unitat es va traslladar a Camp Bradford, Virginia per a l'entrenament, després a Fort Ethan Allen, Vermont. La missió de Noruega va ser cancel·lada, però, i la 1a Força del Servei Especial va ser enviada en canvi a les illes Aleutianes el juliol de 1943. Va tornar als Estats Units contigus al setembre, i després va marxar a l'octubre cap al Teatre Europeu d'Operacions (ETO).
Els homes de Frederic van arribar a Casablanca al Marroc francès el novembre de 1943 i es van traslladar ràpidament al front italià. Desembarcant a Nàpols el 19 de novembre de 1943, la 1a Força del Servei Especial va entrar en línia. El desembre de 1943 i gener de 1944, la 1a Força del Servei Especial va dur a terme una sèrie d'operacions a Monte la Difensa, Monte la Remetanea , Monte Sammucro ( turó 720 ) i Monte Vischiataro. La 1a Força del Servei Especial va atacar i capturar les forces enemigues a l'inexpugnable Monte la Difensa.
El 2 de febrer de 1944, Frederick, ara coronel de ple dret, i els seus homes van desembarcar a Anzio i van entrar en acció al llarg del canal Mussolini. Van ser les primeres tropes aliades que van entrar a Roma el 4 de juny de 1944. Frederick va ser condecorat dues vegades amb la Creu del Servei Distingit, la segona condecoració més alta de l'exèrcit nord-americà al valor en combat. El primer premi va ser per a les accions del 10 al 13 de gener de 1944 a Monte Majo, on Frederick va ser ferit tres vegades en combat, i el segon premi per a les accions del 4 de juny de 1944 durant la conducció a Roma. Mentre estava a Anzio va ser ferit diverses vegades, incloses dues ferides separades en un sol dia.

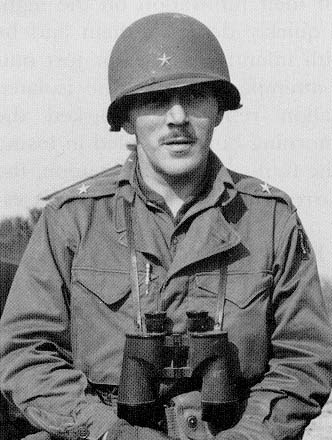
180px Frederick, representat aquí com a general de brigada, mentre comandava la 1a Força del Servei Especial

El 23 de juny de 1944, Frederick va anunciar que abandonaria la unitat. Va ser ascendit al rang de general de brigada al juliol, i va rebre el comandament de la 1a Força Aerotransportada Aliada, una formació aerotransportada ad hoc de la mida d'una divisió, per a la invasió aliada del sud de França. El grup de treball estava format per la 2a Brigada Independent de Paracaigudes britànica i els 509è i 551è batallons d'infanteria paracaigudes nord-americans, el 517è equip de combat del regiment de paracaigudistes, el 550è batalló d'infanteria de planadors i els 460è batalló d'artilleria de campanya paracaigudirsta i 463è batallons de suport d'artilleria paracaigudista.
El 15 d'agost, sota el nom en clau Rugby Force, la unitat va saltar a la vall d'Argens entre Le Luc i Le Muy, darrere del massís des Maures, un terreny clau que dominava les platges del desembarcament aliat prop de St. Tropez i Sant Rafèu. Després d'haver bloquejat amb èxit les forces alemanyes d'arribar a les platges d'invasió, la 1a Força de Aerotransportada es va enllaçar amb la 36a Divisió d'Infanteria el 17 d'agost de 1944. Després es va desplaçar per la costa de la Riviera francesa, prenent Canes sense oposició el 24 d'agost de 1944 i enllaçant amb l'antiga unitat de Frederick, la 1a Força del Servei Especial. La 1a Força del Servei Especial havia tingut inicialment l'encàrrec d'apoderar-se de diverses petites illes de la Riviera francesa i després es va traslladar a terra, on es va unir a la 1a Força de Tasques Aerotransportades el 22 d'agost (en substitució de la 2a Brigada Independent de Paracaigudistes britànica). Després, el grup de treball va lluitar fins a la frontera franco-italiana, on va prendre posicions defensives. El grup de treball es va dissoldre el 23 de novembre de 1944 (i el 1r Cos de Serveis Especials es va dissoldre el 5 de desembre).
Frederick va ser, amb només 37 anys, ascendit al rang de major general i va rebre el comandament de la 45a divisió d'infanteria el 3 de desembre de 1944. Juntament amb el major general James M. Gavin, llavors comandant la 82a Divisió Aerotransporta, això va convertir tant en Frederick com en Gavin (vuit dies més joves que Frederick) els dos comandants de divisió més joves de l'exèrcit dels Estats Units durant la guerra. Va dirigir la 45a Divisió fins al 10 de setembre de 1945. La 45a va viure un fort combat a l'Alsàcia francesa des del desembre de 1944 fins al febrer de 1945, i va ser retirada de la línia per rehabilitar-la el 17 de febrer. A mitjans de març, va ser assignada al XV Cos per a l'Operació Undertone, el trajecte final cap a Alemanya.
La divisió va creuar el Rin i va avançar cap al Main. Es va traslladar al llarg del Main cap a Baviera, va participar en combats intensos a Aschaffenburg del 28 de març al 3 d'abril i després es va dirigir cap a Nuremberg, en un fort combat del 16 al 20 d'abril. Desplaçant-se cap al sud, la divisió va creuar el Danubi el 26 d'abril i va obrir el camí perquè la 20a Divisió Blindada conduís a Munic. En arribar a Munic el 29 d'abril, la divisió va passar del combat a l'ocupació.
El primer ministre britànic, Sir Winston Churchill, va declarar que Frederick era "el general lluitador més gran de tots els temps" i "si haguéssim tingut una dotzena més com ell, hauríem destrossat Hitler el 1942".

### Post-Segona Guerra Mundial
Després d'un període d'ocupació, la 45a Divisió d'Infanteria es va preparar per tornar als Estats Units i Frederick va renunciar al comandament el setembre de 1945. De l'1 de novembre de 1945 al 19 d'agost de 1947 va ser comandant de l'Escola d'Artilleria Costanera, i va presidir el seu trasllat des de Fort Monroe a Fort Winfield Scott. Després d'un període de servei i recuperació (havia estat ferit vuit vegades), el major general Frederick va ser assignat a les forces d'ocupació aliades a Àustria, al comandament del sector nord-americà, del comandament interaliat de Viena el 1948. Des del 28 de febrer de 1949, fins al 10 d'octubre de 1950, va comandar la 4a Divisió d'Infanteria, que havia estat reactivada com a divisió d'entrenament a Fort Ord, Califòrnia, el 1947. L'octubre de 1950, la divisió va ser redesignada com a 6a Divisió d'Infanteria, i Frederick va continuar com a general al comandament. fins al 1951.
El 1951, Frederick va tornar a Europa per prendre el comandament del Joint US Military Aid Group, Grècia (JUSMAG Grècia). Es va retirar per discapacitat el març de 1952.
Frederick va morir el 29 de novembre de 1970 a Stanford, Califòrnia .

## A la cultura popular
A la pel·lícula de 1968 La brigada del diable, que narrava la formació, l'entrenament i el combat a Itàlia de la 1a Força del Servei Especial, Robert T. Frederick va ser interpretat per l'actor William Holden.

## Ganivet de combat V-42
El ganivet de combat V-42 va ser dissenyat en part per Frederick quan era el comandant de la 1a Força de Servei Especial. El V-42 va ser l'arma marca registrada de la 1a Força del Servei Especial, i els seus membres van ser entrenats àmpliament en el seu ús. És un estilet de fulla curta amb una ranura per al polze a la part superior de la fulla per promoure la col·locació adequada de la mà quan s'ataca a un oponent. Sovint es confon amb el ganivet de combat Fairbairn-Sykes de fulla més llarga i gruixuda . El perfil del ganivet V-42 apareix a les crestes de les Forces Especials de l'exèrcit dels Estats Units i de la Força de Tasques Conjunta Dos del Canadà .

## Dates de promoció
Cadet a l'Acadèmia militar dels Estats Units - 1928
 Tinent de 2a: 9 de juny de 1928
 Tinent: 1 de juliol de 1934
 Capità
 Major
 Tinent coronel: 1 de febrer de 1942
 Coronel: 9 de juliol de 1942
 Brigadier General: 18 de gener de 1943
 Major General: 1 d'agost de 1944

## Condecoracions
Les condecoracions militars de Frederick inclouen:
| Bronze oak leaf cluster · Plantilla:Ribbon devices/alt · Bronze oak leaf cluster · Plantilla:Ribbon devices/alt · Plantilla:Ribbon devices/alt |                                                        |                                                        | |
| Bronze oak leaf cluster · Plantilla:Ribbon devices/alt                                                                                         | Bronze oak leaf cluster · Plantilla:Ribbon devices/alt | Plantilla:Ribbon devices/alt                           | Silver oak leaf cluster · Bronze oak leaf cluster · Bronze oak leaf cluster · Plantilla:Ribbon devices/alt |
| Bronze star · Plantilla:Ribbon devices/alt | Plantilla:Ribbon devices/alt                           | Arrowhead · Bronze star · Plantilla:Ribbon devices/alt | Bronze star · Bronze star · Bronze star · Plantilla:Ribbon devices/alt                                     |
| Plantilla:Ribbon devices/alt | Plantilla:Ribbon devices/alt                           | Plantilla:Ribbon devices/alt                           | Plantilla:Ribbon devices/alt                                                                               |
| Plantilla:Ribbon devices/alt | Plantilla:Ribbon devices/alt                           | Plantilla:Ribbon devices/alt                           | Plantilla:Ribbon devices/alt                                                                               |

| 1st Row | Creu del Servei Distingit. amb Manat de Fulles de Roure.                            | Creu del Servei Distingit. amb Manat de Fulles de Roure.                            | Creu del Servei Distingit. amb Manat de Fulles de Roure.                            | Creu del Servei Distingit. amb Manat de Fulles de Roure.                            | Creu del Servei Distingit. amb Manat de Fulles de Roure. | Creu del Servei Distingit. amb Manat de Fulles de Roure. | Medalla del Servei Distingit a l'Exèrcit amb Manat de Fulles de Roure | Medalla del Servei Distingit a l'Exèrcit amb Manat de Fulles de Roure | Medalla del Servei Distingit a l'Exèrcit amb Manat de Fulles de Roure                            | Medalla del Servei Distingit a l'Exèrcit amb Manat de Fulles de Roure                            | Medalla del Servei Distingit a l'Exèrcit amb Manat de Fulles de Roure                            | Medalla del Servei Distingit a l'Exèrcit amb Manat de Fulles de Roure                            | Estrella de Plata                                                                       | Estrella de Plata                                                                       | Estrella de Plata                                                                       | Estrella de Plata                                                                       | Estrella de Plata | Estrella de Plata |
| 2nd Row | Legió del Mèrit amb Manat de Fulles de Roure                                        | Legió del Mèrit amb Manat de Fulles de Roure                                        | Legió del Mèrit amb Manat de Fulles de Roure                                        | Legió del Mèrit amb Manat de Fulles de Roure                                        | Estrella de Bronze amb Manat de Fulles de Roure          | Estrella de Bronze amb Manat de Fulles de Roure          | Estrella de Bronze amb Manat de Fulles de Roure                       | Estrella de Bronze amb Manat de Fulles de Roure                       | Medalla de l'Aire                                                                                | Medalla de l'Aire                                                                                | Medalla de l'Aire                                                                                | Medalla de l'Aire                                                                                | Cor Porpra amb 7 Manats de Fulles de Roure                                              | Cor Porpra amb 7 Manats de Fulles de Roure                                              | Cor Porpra amb 7 Manats de Fulles de Roure                                              | Cor Porpra amb 7 Manats de Fulles de Roure                                              |                   |                   |
| 3rd Row | Medalla del Servei de Defensa Americana amb insígnia de combat (estrella de servei) | Medalla del Servei de Defensa Americana amb insígnia de combat (estrella de servei) | Medalla del Servei de Defensa Americana amb insígnia de combat (estrella de servei) | Medalla del Servei de Defensa Americana amb insígnia de combat (estrella de servei) | Medalla de la Campanya Americana                         | Medalla de la Campanya Americana                         | Medalla de la Campanya Americana                                      | Medalla de la Campanya Americana                                      | Medalla de la Campanya Asiàticopacífica amb una estrella de servei i insígnia de punta de fletxa | Medalla de la Campanya Asiàticopacífica amb una estrella de servei i insígnia de punta de fletxa | Medalla de la Campanya Asiàticopacífica amb una estrella de servei i insígnia de punta de fletxa | Medalla de la Campanya Asiàticopacífica amb una estrella de servei i insígnia de punta de fletxa | Medalla de la Campanya Europea, Africana i de l'Orient Mitjà amb 3 estrelles de sertvei | Medalla de la Campanya Europea, Africana i de l'Orient Mitjà amb 3 estrelles de sertvei | Medalla de la Campanya Europea, Africana i de l'Orient Mitjà amb 3 estrelles de sertvei | Medalla de la Campanya Europea, Africana i de l'Orient Mitjà amb 3 estrelles de sertvei |                   |                   |
| 4th Row | Medalla de la Victòria a la II Guerra Mundial                                       | Medalla de la Victòria a la II Guerra Mundial                                       | Medalla de la Victòria a la II Guerra Mundial                                       | Medalla de la Victòria a la II Guerra Mundial                                       | Medalla de l'Exèrcit del Servei d'Ocupació               | Medalla de l'Exèrcit del Servei d'Ocupació               | Medalla de l'Exèrcit del Servei d'Ocupació                            | Medalla de l'Exèrcit del Servei d'Ocupació                            | Medalla del Servei a la Defensa Nacional                                                         | Medalla del Servei a la Defensa Nacional                                                         | Medalla del Servei a la Defensa Nacional                                                         | Medalla del Servei a la Defensa Nacional                                                         | Orde del Servei Distingit (Regne Unit)                                                  | Orde del Servei Distingit (Regne Unit)                                                  | Orde del Servei Distingit (Regne Unit)                                                  | Orde del Servei Distingit (Regne Unit)                                                  |                   |                   |
| 5th Row | Oficial de la Legió d'Honor (França)                                                | Oficial de la Legió d'Honor (França)                                                | Oficial de la Legió d'Honor (França)                                                | Oficial de la Legió d'Honor (França)                                                | Creu de Guerra 1939-1945 amb palma (França)              | Creu de Guerra 1939-1945 amb palma (França)              | Creu de Guerra 1939-1945 amb palma (França)                           | Creu de Guerra 1939-1945 amb palma (França)                           | Gran Oficial de l'orde de Sant Carles (Mònaco)                                                   | Gran Oficial de l'orde de Sant Carles (Mònaco)                                                   | Gran Oficial de l'orde de Sant Carles (Mònaco)                                                   | Gran Oficial de l'orde de Sant Carles (Mònaco)                                                   | Medalla de la Llibertat del Rei Haakon VII (Noruega)                                    | Medalla de la Llibertat del Rei Haakon VII (Noruega)                                    | Medalla de la Llibertat del Rei Haakon VII (Noruega)                                    | Medalla de la Llibertat del Rei Haakon VII (Noruega)                                    |                   |                   |